# Minnesota Transracial Adoption Study
Die Minnesota Transracial Adoption Study (MTRAS) ist eine US-amerikanische Adoptionsstudie der Autoren Richard A. Weinberg und Sandra Scarr aus dem Jahr 1976. Sie testete den IQ von 130 schwarzen, weißen und gemischtrassigen Kindern, die von weißen Familien der oberen Mittelschicht adoptiert wurden. Schwarze Kinder erzielten bis dato im Schnitt 15 Punkte, oder eine Standardabweichung, weniger als weiße Kinder in IQ-Tests.   Ziel der Studie war es den Einfluss genetischer sowie soziokultureller Faktoren auf das unterschiedliche Abschneiden schwarzer und weißer Kinder in Intelligenztests einzuschätzen. Eine Nachfolgestudie der Autoren Richard Weinberg, Sandra Scarr und Irwin D. Waldmann erschien im Jahr 1992. Während in der ersten Studie schwarze und gemischtrassige Adoptivkinder mit 7 Jahren IQ-Testergebnisse und Schulzensuren erzielten, die über dem Durchschnitt der weißen Bevölkerung lagen, ist ein zentrales Ergebnis der Nachfolgestudie hingegen, dass sich der IQ von schwarzen Jugendlichen, die in weißen Familien aufgewachsen sind, bei einem erneuten Test mit 17 Jahren im Schnitt nicht signifikant von dem IQ schwarzer Jugendlicher unterscheidet, die bei ihren leiblichen Eltern aufgewachsen sind. Verschiedene Interpretation dieses Befundes wurden in einer bis heute andauernden Diskussion geliefert. Die MTRAS ist bis heute die einzige Adoptionsstudie zum Thema Intelligenzunterschiede, für die eine Nachfolgestudie durchgeführt wurde, die Interpretation ihrer Befunde ist umstritten.